# Fotbal Club Botoșani 2014-2015
Questa voce raccoglie le informazioni riguardanti il Fotbal Club Botoșani nelle competizioni ufficiali della stagione 2014-2015.

## Rosa
Fonte:
| N. |                      | Ruolo | Calciatore             |
| -- | -------------------- | ----- | ---------------------- |
|    | Romania (bandiera)   | P     | Vasile Curileac        |
|    | Romania (bandiera)   | P     | David Lazăr            |
|    | Romania (bandiera)   | P     | Călin Tiuț             |
|    | Romania (bandiera)   | D     | Florin Acsinte         |
|    | Romania (bandiera)   | D     | Răzvan Atudorei        |
|    | Francia (bandiera)   | D     | Jérémy Faug-Porret     |
|    | Romania (bandiera)   | D     | Sergiu Homei           |
|    | Camerun (bandiera)   | D     | Michael Ngadeu-Ngadjui |
|    | Romania (bandiera)   | D     | Sergiu Oltean          |
|    | Romania (bandiera)   | D     | Andrei Patache         |
|    | Australia (bandiera) | D     | Aleksandar Šušnjar     |
|    | Romania (bandiera)   | D     | Răzvan Tincu           |
|    | Romania (bandiera)   | C     | Mihai Bordeianu        |
|    | Romania (bandiera)   | C     | Claudiu Codoban        |
|    | Romania (bandiera)   | C     | Marius Croitoru        |

| N. |                        | Ruolo | Calciatore       |
| -- | ---------------------- | ----- | ---------------- |
|    | Romania (bandiera)     | C     | Cristian Danci   |
|    | Romania (bandiera)     | C     | Sebastian Ghinga |
|    | Romania (bandiera)     | C     | Sebastian Ianc   |
|    | Romania (bandiera)     | C     | Petre Ivanovici  |
|    | Romania (bandiera)     | C     | Neluț Roșu       |
|    | Romania (bandiera)     | C     | Armand Şvichi    |
|    | Stati Uniti (bandiera) | C     | Kofi Twumasi     |
|    | Romania (bandiera)     | C     | Gabriel Vașvari  |
|    | Romania (bandiera)     | A     | Paul Batin       |
|    | Paesi Bassi (bandiera) | A     | Rashid Browne    |
|    | Romania (bandiera)     | A     | István Fülöp     |
|    | Romania (bandiera)     | A     | Attila Hadnagy   |
|    | Curaçao (bandiera)     | A     | Quenten Martinus |
|    | Germania (bandiera)    | A     | Roussel Ngankam  |